# からだすこやか茶W
からだすこやか茶W（からだすこやかちゃダブル）は、日本コカ・コーラが2014年4月7日に発売した茶飲料。
植物由来の食物繊維・難消化性デキストリンの働きにより、脂肪の吸収を抑えると同時に糖の吸収をおだやかにする2つの働きをもつ特定保健用食品である。

## 概要
ほうじ茶をベースに烏龍茶と紅茶をブレンドしたお茶。
「からだおだやか茶W」（GABA入り緑茶）、「からだリフレッシュ茶W」（GABAとレモン果汁が入った緑茶）は姉妹商品に当たる。

## 製品ラインナップ
- からだすこやか茶W
  - 350mlペットボトル
  - 350mlペットボトル（ホット）
  - 1050mlペットボトル

## CM

### 現在
- 指原莉乃（2018年2月11日-）［※姉妹商品のからだリフレッシュ茶のCMにも出演］

### 過去
- モロ師岡、浅利陽介（「カツ丼」篇2016年2月2日-）
- モロ師岡、浅利陽介（「中華料理/カンフー」篇2016年4月4日-）
- 横山剣（「半チャーハン」篇2017年2月13日-）
- 阿佐ヶ谷姉妹、横山剣（「小鉢のポテサラ」篇2017年2月22日-）
- 古屋太朗（Web限定）
- たむらけんじ、横山剣（「野菜炒め定食」篇2017年9月25日-）
- 大久保佳代子（2020年1月20日-）
- 山田孝之（からだおだやか茶W、「気になりだしたら、はじめどき」編2022年2月24日-）